# Râul Wiembecke
Wiembecke este un râu cu lungimea de  11,9 km, afluent al râului Berlebecke. El are izvorul în apropiere de Externsteine din Teutoburger Wald și aparține de sistemul fluvial al lui Werre care este un afluent al lui Weser.